# Yasuhikotakia
Yasuhikotakia este un gen de pești aparținând familiei Botiidae. Multe specii ale acestui gen sunt populare ca pești de acvariu. Genul a fost descris în 2002 de Teodor T. Nalbant, care l-a denumit în cinstea lui Yasuhiko Takia. Genul Yasuhikotakia a fost separat de genul Botia de Maurice Kottelat în 2004.
Peștii acestui gen sunt întâlniți în râuri din Indochina, precum Mekong, Chao Phraya și Mae Klong.

## Specii
Există șapte specii recunoscute ca aparținând acestui gen. Alte două specii au fost reclasificate în genul Ambastaia.
- Yasuhikotakia caudipunctata (Y. Taki & A. Doi, 1995)
- Yasuhikotakia eos (Y. Taki, 1972)
- Yasuhikotakia lecontei (Fowler, 1937)
- Yasuhikotakia longidorsalis (Y. Taki & A. Doi, 1995)
- Yasuhikotakia modesta (Bleeker, 1864)
- Yasuhikotakia morleti (Tirant, 1885)
- Yasuhikotakia splendida (T. R. Roberts, 1995)